# Антропогенный ландшафт
Антропогенный ландшафт — один из видов культурного ландшафта, является полной противоположностью природному ландшафту. То есть антропогенный ландшафт — ландшафт, изменённый человеком.
По определению известного отечественного ландшафтоведа Ф. Н. Милькова: 
«Антропогенными ландшафтами следует считать как заново созданные человеком ландшафты, так и все природные комплексы, в которых коренному изменению под влиянием человека подвергся любой из их компонентов, в том числе и растительность с животным миром».
Большинство современных ландшафтов можно считать антропогенными, поскольку они в той или иной мере изменены человеком. Вырубка лесов, отвалы (терриконы) — только часть наиболее заметных преобразований природы человеком.